# Quận Berks, Pennsylvania
Quận Berks là một quận trong tiểu bang Pennsylvania, Hoa Kỳ. Quận lỵ đóng ở Reading6. Theo điều tra dân số năm 2000 của Cục điều tra dân số Hoa Kỳ, quận có dân số 373638 người.2

## Địa lý
Theo Cục điều tra dân số Hoa Kỳ, quận có diện tích 2243 km², trong đó có 18 km2 là diện tích mặt nước.

### Các quận giáp ranh
- Quận Schuykill (bắc)
- Quận Lehigh (đông bắc)
- Quận Montgomery (đông)
- Quận Chester (đông nam)
- Quận Lancaster (tây nam)
- Quận Lebanon (tây)